# Alternativa (politická strana)
ALTERNATIVA byla politická strana založená 2. dubna 2008 pod názvem „ALTERNATIVA PRO KRAJ“. Dne 26. března 2009 se strana přejmenovala na dnešní název se zkratkou ALTER, která byla 20. dubna 2010 změněna na zkratku ALTERNATIVA.
Statutárním orgánem strany byl manažer, jímž se 3. srpna 2008 stal Jiří Kotek, bývalý člen Občanské demokratické aliance a Občanského fóra. V roce 2015 se strana málem dostala do insolvence, a to kvůli půjčce 750 000 korun od strany SNK Evropští demokraté.
Ve volbách do zastupitelstev obcí v roce 2010 získala strana celkem 23 mandátů, přičemž 21 z nich získala v koalici s nezávislými kandidáty, Stranou zelených a Klíčovým hnutím.
Ve volbách do zastupitelstev obcí v roce 2014 získala strana celkem 10 mandátů, přičemž kandidovala pouze v Plzeňském a Karlovarském kraji (v obou v koalici s nezávislými kandidáty). Strana měla zastupitele ve městech Blovice, Františkovy Lázně, Cheb a Karlovy Vary.
V lednu 2022 vláda navrhla pozastavit činnost strany, protože neplnila zákonné povinnosti, k čemuž došlo 16. března 2022. Nejvyšší správní soud ji rozpustil v prosinci 2023.